# Alfa Indi
Alfa Indi (α Indi, förkortat Alfa  Ind, α Ind) som är stjärnans Bayerbeteckning, är en ensam stjärna belägen i den nordvästra delen av stjärnbilden Indianen. Den hade av jesuitiska missionärer i Kina också fått namnet ”Persern”. Den har en skenbar magnitud på 3,11 och är synlig för blotta ögat där ljusföroreningar ej förekommer. Baserat på parallaxmätning inom Hipparcosuppdraget på ca 33,2 mas, beräknas den befinna sig på ett avstånd på ca 98 ljusår (ca 30 parsek) från solen.

## Egenskaper
Alfa Indi är en orange till röd jättestjärna av spektralklass K0 III-IV, som har förbrukat vätet i dess kärna och utvecklats bort från huvudserien. Den har en massa som är ungefär dubbelt så stor som solens massa, en radie som är ca 12 gånger större än solens och utsänder från dess fotosfär ca 62 gånger mera energi än solen vid en effektiv temperatur på ca 4 890 K.
Alfa Indi kan ha två närliggande följeslagare av spektraltyp M, som ligger separerade med minst 2 000 astronomiska enheter från primärstjärnan.